# Seuchatar
Seuchatar es un pueblo ubicado en el distrito de Katmandú, provincia de Bagmati, Nepal.

## Superficie
Cuenta con una superficie de 2,741 kilómetros cuadrados.

## Demografía
Datos hasta 2011
- Población: 13 412  habitantes.[1]
- Densidad de población: 4,893 habitantes por kilómetro cuadrado.[1]